# 韋恩縣 (愛阿華州)
韋恩縣（英語：Wayne County）是美國愛荷華州南部的一個縣。面積1,365平方公里，人口6,730（美國2000年人口普查）。首府科里登。